# Ямщиков, Александр Александрович
Александр Александрович Ямщиков (1843—1903) — генерал-лейтенант русской императорской армии.

## Биография
Родился 7 марта или 14 марта 1843 года.
Воспитывался в Николаевском училище гвардейских юнкеров; в службе числился с 12 июня 1863 года. Участвовал в военной кампании 1863 года и в 1864 году получил орден Св. Анны 4-й степени.
В полковники произведён 28 марта 1882 года. С 16 августа 1889 года командовал 13-м Белозерским пехотным генерал-фельдмаршала графа Ласси полком.
Был произведён 14 января 1898 года в генерал-майоры с назначением командиром 1-й бригадой 45-й пехотной дивизии; с 16 марта 1903 года — генерал-лейтенант. Спустя полгода, 30 августа (12 сентября) 1903 года, скончался. Был похоронен на кладбище Воскресенского Новодевичьего монастыря (в Петербургском некрополе указан с ошибкой в фамилии — Янщиков).

## Награды
- орден Св. Анны 4-й степени (1864)
- орден Св. Станислава 3-й ст. (1875)
- орден Св. Станислава 2-й ст. (1884)
- орден Св. Анны  2-й степени (1887)
- орден Св. Владимира 4-й ст. (1890)
- орден Св. Владимира 3-й ст. (1892)